# 大阪セルロイド会館
大阪セルロイド会館（おおさかセルロイドかいかん）は、大阪府大阪市東成区大今里西に所在する歴史的建築物、テナントビル。国の登録有形文化財となっている。

## 概要
昭和初期、隆盛を極めたセルロイド（プラスチック）の主流であったセルロイド櫛同業組合活動の場として「櫛会館」を名付けられた。この建物はテナントビルとして活用しており、眼鏡、スキー、プラスチック資材といったセルロイドと関係のある組合、連盟の事務所が入居している。1階にはセルロイド展示室がある。

## 建築
1931年 (昭和6年) に建築され、1937年に増築された。鉄筋コンクリート造3階建て。建築面積313平方メートル。設計者は西田勇。Ｌ型平面の北半部に南側を増築。表現派風の卵頭形断面の列柱を配した北東面と、町家風の窓と庇の意匠をとる南東面は時代差を反映して対照的。1階の庇、2階の半円形アーチ窓、3階の軒のスペイン瓦が特徴。

## 現地情報

### 住所
- 大阪府大阪市東成区大今里西2-5-12

### 交通アクセス
- Osaka Metro今里筋線, 千日前線 今里駅より徒歩5分